# Европско првенство у кошарци
Европско првенство у кошарци (енгл. European Basketball Championship), познато и као Евробаскет (енгл. EuroBasket), је кошаркашко такмичење које се од 2017.године одржава на сваке четири године.
Од 2017. године ФИБА је донела одлуку да се Евробаскет убудуће игра на сваке четири уместо на сваке две године. Један од разлога је и тај да би се играчима дала „слободна” година између Европског и Светског првенства. Ова одлука је резултирала тиме да се и Светско првенство одржи 2019, а не 2018. године. Овом променом европски првак по први пут нема загарантовано место ни на Светском првенству ни на Олимпијском кошаркашком турниру.
| Прво место Друго место Треће место Четврто место | Од 5. до 8. места Слабије од 8. места Чланице ФИБА-е, нису се квалификовале Нису чланице ФИБА-е |

Русија и Совјетски Савез су најтрофејнији са укупно 15 титула првака Европе, док Југославија и Србија имају 8 наслова првака.
Године 1949. Европско првенство се по први пут одржало на неком другом континенту и то у Африци, а домаћин овог шампионата био је Египат. У годинама после Другог светског рата тешко је било пронаћи земљу која је желела и била у могућности да организује кошаркашко првенство Старог континента. Прва је то, после рата, урадила Француска 1946, затим Чехословачка 1947, па онда већ споменути Египат 1949. године. Због јако малог броја пријављених репрезентација, Египат је заиграо на шампионату у Чехословачкој и ту освојио бронзану медаљу, а две године касније је постао једини првак Европе у кошарци, а да није са Европског континента.
По распаду СФР Југославије, Совјетског Савеза и Чехословачке почетком 90-их година двадесетог века, долази до формирања нових репрезентација, па ФИБА прво за Евробаскет 1995. одлучује да прошири првенство на 14 селекција, а од 1997. године на првенству је учествовало 16 најбољих репрезентација Старог континента. Године 2011. ФИБА проширује првенство на 24 селекције, а по таквом формату се игра и данас.

## Историјат

### Период 1930—1940.
Међународна кошаркашка федерација (ФИБА), основана 1932. године, желела је да организује пробу уочи првог појављивања кошарке на Олимпијским играма. Организује Европско првенство и бира Женеву, град у којем се налази њено седиште, за домаћина овог такмичења. У овом првом издању учествује десет екипа. Пет утакмица у првом кругу омогућава да се пет селекција пласира у следећу рунду. Две од тих репрезентација, Италија и Швајцарска, играју додатни меч како би се одредио четврти учесник полуфинала, у којем су већ Шпанија, Летонија и Чехословачка. У финалу се састају Летонија и Шпанија, а балтичка екипа побеђује резултатом 24:18 и постаје први шампион Европе у кошарци.
Друго издање, две године касније, одржано је у Риги, пошто је ФИБА одлучила да победник такмичења буде домаћин наредног издања. Учествује осам селекција, укључујући и Египат, који није имао адекватне ривале у Африци. Турнир се одвија у групној фази са две групе, из којих по две најбоље екипе иду у полуфинале. Литванија осваја титулу победивши у финалу Италију резултатом 24:23. Утакмице се играју на отвореном, јер Летонија није имала инфраструктуру за затворене терене.
На следећем издању, које се одржава у Каунасу, систем такмичења се поново мења: осам тимова учествује у финалној фази у формату "свако са сваким", а титула се додељује победнику те групе. Литванија, која је победила у свих седам мечева, задржава своју титулу и постаје прва репрезентација која је одбранила наслов шампиона. 
Четврто издање Европског првенства одржава се у Швајцарској 1946. године, поново по новом систему: десет тимова је распоређено у три групе, а три победника и други тим из групе са четири екипе иду у полуфинале. Чехословачка побеђује Мађарску, затим и Италију, и осваја своју прву европску титулу. Првенство 1947. године у Прагу доноси појаву две нове нације које ће постати водеће у европској кошарци: Совјетски Савез и Југославија. Осам екипа пролази у другу фазу, а затим се формирају две групе, чији победници играју финале. Чехословачка губи од СССР-а 37:56, који осваја титулу већ на свом првом наступу. Пошто је освојила титулу првака, Литванија је поново требала да буде домаћин шампионата 1941.године, али је исти отказан због Другог светског рата који ће одложити и шампионате 1943. као и 1945.године.

### Период 1940—1950.
Док се Европа још увек опорављала од последица Другог светског рата, ФИБА је одлучила да нови шампионат организује већ 1946. године. Једина земља која је долази у обзир за организацију била је Швајцарска - земља која није била разорена ратом. Учествовало је укупно 10 селекција подељених у три групе (А, Б, Ц), а победници група, плус најбоља другопласирана ишли су у полуфинале. Титулу је по први пут освојила селекција Чехословачке, победивши у финалу Италију са 34:32. За Италију је наступао Ђузепе Стефанини, играч који се сматра да је први на Европским првенствима увео скок-шут, технику која ће касније постати синоним за кошарку.
Да би вратила организацију шампионата на сваке две године, ФИБА већ 1947. организује ново првенство у Прагу. На овом првенству своје прво учешће имао је и Совјетски Савез који је на доминантан начин дошао до своје прве титуле првака Старог континента, тако што је све противнике побеђивао са двоцифреном разликом, закључно са Чехословачком у финалу, 56:37. Ово првенство отворио је баш дуел Совјетског Савеза и Југославије, што је за "плаве" био дебитантски меч на међународној сцени. У том премијерном мечу Југославија је претрпела најубедљивији пораз у историји од чак 39 поена разлике, да би касније у мечу за 13. место остварила и најубедљивију победу у историји против Албаније са 90:13
Иако је СССР победио на претходном издању, одбија да буде домаћин првенства 1949. Пошто је Чехословачка већ била домаћин 1947, домаћинство преузима Египат. Мало је европских земаља желело да путује у Каиро, посебно након трагедије у Суперги, авионске несреће у којој је страдала цела екипа Торина. Француска је једина нација, осим домаћина, која је раније учествовала. Премијерно се појављују Грчка, Холандија и Турска, а позване су и репрезентације Сирије и Либана да комплетирају број од осам селекција. Египат побеђује у свих шест мечева и постаје први и једини шампион Европе, а да није са Старог континента. Француска осваја сребрну, а Грчка бронзану, своју прву медаљу на Европским првенствима.

### Период 1950—1960.
Током '50-их година ФИБА укида правило да је шампион уједно и наредни домаћин првенства, па тако Париз добија организацију такмичења 1951. године, уз повратак СССР-а и Чехословачке. Рекордних осамнаест селекција игра у првом кругу, из којег се осам пласира у други. Прве две репрезентације из сваке групе иду у полуфинале. Француска губи од Чехословачке, која затим у финалу губи од СССР-а резултатом 45:44. 
Совјетски Савез потврђује своју доминацију освајањем следећег првенства, одржаног у Москви. Од 17 селекција, осам улази у финалну групу, а СССР остаје непоражен. 
СССР се сматра фаворитом за титулу и 1955. године, али доживљава два пораза – од Чехословачке и Мађарске. Мађарска, упркос поразу од Чеха, осваја титулу. Чешки тим губи од Југославије и Пољске. Италија је једина западноевропска земља у завршници првенства. Ово издање уводи новину – правило од 30 секунди за напад.
Првенство 1957. обележава почетак апсолутне доминације СССР-а, који започиње своју серију од 59 узастопних победа – од завршнице 1955. до пораза у првом кругу 1969. у Италији од Југославије резултатом 73:61. Освајају осам узастопних титула до 1971, са само једним поразом у том периоду.
Источне земље доминирају европском кошарком током овог периода. Заузимају првих седам места 1957. у Бугарској. Финале у Софији између Бугарске и СССР-а привлачи 48.000 гледалаца – највише у историји такмичења. 1959. је последње првенство које се игра на отвореном стадиону јер ФИБА од наредне године захтева играње у дворанама. Француска је једина репрезентација из западне Европе у финалној групи од четири национална тима. СССР поново осваја титулу, испред Чехословачке, Француске и Мађарске.

### Период 1960—1970.
Први домаћин Европског првенства у дворани био је Београд и то 1961. године. На овом шампионату Југославија осваја и своју прву медаљу у историји - сребрну у периоду тоталне доминације Совјета који нису имали ниједан пораз. Поред чињенице да је већ увела правило о игрању мечева у дворанама, ФИБА ограничава број селекција на 16 уз квалификације и уводи награду за најкориснијег играча (МВП), коју први добија Емилијано Родригез из Шпаније. Током ове деценије на шампионату у СССР-у 1963.године, првенство се по први пут одржава у два града – Тбилисију и Москви. 
Источне, комунистичке, земље Југославија, Пољска, Бугарска и Чехословачка, потврђују доминацију током овог периода и редовно освајају три прве позиције.

### Период 1970—1980.
Након осме узастопне титуле шампиона 1971. године, коначно се прекида низ СССР-а на Европским првенствима. На шампионату организованом у Шпанији 1973. године, домаћа селекција је нанела пораз Совјетима (80:76), први након 59 узастопних победа, али је титулу шампиона освојила Југославија пошто је победила у финалу Шпанију са 78:67. Ово је било прво златно одличје за "плаве" на првенствима Старог континента, иако су, три године раније, постали и шампиони света.
И на наредна три шампиона 1975. године у Београду и 1977. године у Лијежу Југославија потврђује доминацију, док се на шампионски трон СССР враћа 1979. године на првенству у Италији када је у завршној, финалној, групи од шест селекција завршио на првом месту испред Израела. На овом такмичењу Израел је освојио сребрну медаљу, а Југославија бронзану

### Период 1980—1990.
Константна доминација источно-европских земаља прекинута је током '80-их година.  Совјетски Савез своју тринаесту титулу првака осваја 1981. године на првенству у Чехословачкој, а већ на наредном 1983. године, поново бива заустављен у полуфиналу од Шпаније 95:94. Нови шампион Европе постаје Италија која је у финалу победила управо Шпанију са 105:96 и првенство завршила без иједног пораза. Ово је био и први пут да у финалу Европског првенства нека репрезентација постигне троцифрен број поена. 
Шампионску титулу Совјетски Савез враћа у своје витрине две године касније, а у самом финалу против Чехословачке обара рекорд по броју поена у финалима (120) и по убедљивости (31 поен разлике, 120:89). Арвидас Сабонис са само 21. годином постаје најмлађи МВП првенства.
Две године касније на првенству у Грчкој домаћа селекција је предвођена изванредним Никосом Галисом освојила своју прву титулу шампиона, пошто је у финалу, после продужетка, савладала Совјетски Савез са 103:101 уз чак 40 поена Галиса. Галис, који је изабран и за МВП-а првенства, просечно је бележио 37 поена по мечу, што је рекорд Европских првенстава. Такође, на овом првенству први пут је уведен и шут за три поена, а линија се налазила на удаљености од 6,25 цм.
На крају ове деценије по трећи пут домаћинство Европског првенства добија Југославија, али се овога пута завршница првенства играла у Загребу. Шампионат је доминантно освојио домаћин, који је све своје противнике побеђивао са просечно 15 поена разлике. Иако је Никос Галис поново био најбољи стрелац (35,5 поена по мечу), за МВП-а је проглашен југословенски плејмејкер, Дражен Петровић.

### Период 1990—2000.
ФИБА је одлучила да домаћин првенства 1991. године буде Рим. Како је број репрезентација на завршном турниру поново био једноцифрен (осам, подељених у две групе по четири) многе селекције нису успеле да обезбеде одлазак на првенство. Једна од њих је и репрезентација СССР-а која је у квалификационој групи остала иза Француске и Чехословачке. Југославија је поново доминантно, без пораза, одбранила титулу шампиона, а за МВП-а турнира проглашен је Тони Кукоч.
Између два шампионата дошло је до формирања нових држава у Европи, распадом Чехословачке, СССР-а и Југославије, па је ФИБА проширила шампионат са осам на шеснаест репрезентација. По први пут се из једне ишло у другу групну фазу, а затим у четвртфинале. Титулу првака, потпуно неочекивано, освојио је домаћин, Немачка, пошто је у финалу победила Русију са 71:70
Пред нови шампионат у Атини, 1995. године, ФИБА је одлучила да јуна месеца организује нови квалификациони турнир уз сагласност федерације Грчке. На том додатном квалификационом турниру појавила се и репрезентација Југославије. За исту је то био први наступ после три године због санкција које су уведе од стране Уједињених Нација. Југославија је успела да се квалификује на Евробаскет, а затим на истом да уз максималан учинак дође до шесте титуле шампиона. У самом финалу Југославија је савладала Литванију са 96:90. Завршницу су обележиле контроверзе као што је прекид меча литванаца који су били незадовољни суђењем, те одлазак репрезентативаца Хрватске са победничког постоља у моменту када су се на највиши степеник попели кошаркаши Југославије. Овај гест окарактерисан је као револт јер је у том моменту трећина државе Хрватске била окупирана
Домаћин наредног првенства 1997. године била је Барселона. Југославија је још једном потврдила своју доминацију на Старом континенту, с' тим да је на овом првенству претрпела и први пораз на Евробаскету још од 1987. године пошто је у групној фази поражена од Италије коју је касније савладала у финалу. На овом шампионату први пут састале су се репрезентације Југославије и Хрватске. Меч је одлучен тројком Саше Ђорђевића у последњим тренуцима меча. Ђорђевић је проглашен и за МВП-а овог првенства. 
Свој континуитет освајања медаља у последњој деценији 20. века Југославија је наставила и у Паризу 1999.године. Овога пута у знатно измењенијем саставу и само пар месеци након НАТО бомбардовања, „плави” су поражени у полуфиналу од Италије, а у борби за бронзану медаљу савладали су домаћина Француску. Титулу шампиона освојила је, по други пут у својој историји, Италија која је у финалу са јако малим бројем поена савладала Шпанију. Ово је било и последње првенство које се играло по старим правилима, јер су од наредног већ уведене четвртине као и скраћење напада са 30 на 24 секунде.

### Период 2000—2010.
ФИБА је одлучила да домаћин првог шампионата у новом миленијуму и веку буде Турска и да се термин одигравања првенства помери на крај лета, уместо, досадашње праксе, почетком истог. На овом првенстрву Југославија је на никада лакши начин дошла до титуле првака забележивши свих шест победа, просечно постижући 91 поен по мечу, а у самом финалу савладана је домаћа репрезентација Турске. То је била осма титула првака Европе за југословенске кошаркаше, док је Турска освојила прву медаљу. Треће место освојила је репрезентација Шпаније, за коју је на овом првенству дебитовао центар, Пау Гасол. За МВП-а проглашен је Предраг Стојаковић, док је Светислав Пешић по други пут освојио титулу првака Европе, након што је исти подвиг остварио и осам година пре са репрезентацијом Немачке.
Период од 2001. до 2003. донео је и политичке промене у кошарци. Држава Југославија, под овим именом, више није постојала, а на врху се нашла земља која је настала након пада Берлинског зида. Литванија је освојила злато 1939, а неколико њених играча је потом допринело златним медаљама СССР-а од 1947. до 1985.
Освајање злата 2003. била је прва европска титула једне бивше совјетске републике. Хероји Литваније били су бековски тандем Арвидас Мацијаускас и Шарунас Јасикевичијус. Мацијаускас је постигао 20 поена у четвртфиналу против актуелног шампиона Европе и света селекције Србије и Црне Горе, а затим и 21 у финалу против Шпаније. Литванија није имала НБА звезде, али је имала традицију, тимску игру и неумољивог борца у Јасикевичијуса, који је проглашен за МВП-а турнира.
Евробаскет 2005. одржан је у Србији и Црној Гори и обележен је највишим организационом нивоу у историји овог такмичења. Десет репрезентација подједнако је конкурисало за медаље. Репрезентација Грчке, окитила се другом титулом првака у својој историји. Прво су савладали Израел 71:67. У четвртфиналу су лоше почели и губили 13:2, али је Тео Папалукас ушао с клупе и постигао 23 поена за тријумф 66:61. У полуфиналу су губили 58:51 на минут до краја. Французи су промашили четири бацања, а Тони Паркер је изгубио лопту. Никос Зисис је погодио четири бацања, а Папалукас направио кључне потезе. Затим је Димитрис Дијамантидис погодио тројку 11 секунди пре краја за вођство 67:66. Француз Ригодо је направио кораке и наступило је велико славље Грка. У финалу против Немачке, пред 20.000 њихових навијача у Београду, Грчка је однела убедљиву победу 78:62 захваљујући тимској игри, чврстој одбрани и прецизном шуту. Иако је Грчка селекција обележила цео турнир, индивидуално је Дирк Новицки био најбољи играч. Просечно је бележио 26,1 поен и 10,6 скокова,  погађао кључне шутеве, укључујући победоносни у полуфиналу против Шпаније, која је такмичење завршила на четвртом те је очекивано понео МВП признање. Ово првенство је обележио и крах кошаркашке репрезентације Србије и Црне Горе која је заустављена у осминифинала од Француске. Након овог пораза оставку је поднео селектор Жељко Обрадовић на прес конференцији која је постала најпраћенија у историји првенства. 
Тачно десет година након првенства у Барселони ново домаћинство поново је добила Шпанија, овога пута решена да се домогне прве шампионске титуле након шест изгубљених финала. До новог финала „Црвена фурија” је дошла без проблема са једним поразом у првој групној фази (ФИБА је за ово првенство вратила систем такмичења са две групне фазе) од Хрватске 85:84, а у полуфиналу је савладала и актуелног шампиона, селекцију Грчке и заказала финале са Русијом. Иако су браћа Гасол, Калдерон, Рубио и остали лако савладали Русију у другој групној фази у финалу је „Зборнаја команда” предвођена првом звездом тима, Андрејом Кириленком константно водила, да би завршни шут на мечу, за потенцијалну победу, промашио Пау Гасол. Русија је тако освојила 15. титулу првака Европе, а популарни Андреј Кириленко изабран и за МВП-а шампионата. На победничком постољу поново се нашла селекција Литваније која је у мечу за треће место савладала бившег шампиона, репрезентацију Грчке. Свој дебитантски наступ под именом Србија, српски кошаркаши забележили су на овом првенству, преузимајући историјат, резултате, медаље свих бивших република. Ипак, баш као и на дебитантском наступу 1947. године остварен је јако лош резултат, 14. место. 
Своју прву шампионску титулу Шпанија је освојила наредне 2009. године на првенству чији је домаћин била Пољска. Такмичење је започела шокантним поразом од потпуно подмлађене Србије у којој су најстарији играчи, Ненад Крстић и Бојан Поповић, имали по 24 године, а чак седам играча имало је мање од 21. године. На старту друге групне фазе „фурија” је доживела пораз и од Турске чиме је довела у питање чак и одлазак у четвртфинале. Након тријумфа над Пољском, који је оверио одлазак у четвртфинале, Шпанија је приказала најдоминантнију игру у нокаут фази у 21. века победивши све противнике са просечно 20 поена разлике. Након Француске у четвртфиналу (86:66), те Грчке у полуфиналу (82:64) за премијерну титулу првака Европе убедљиво је савладана Србија са 85:63, чиме се Шпанија реванширала за премијерни пораз на почетку првенства.

### Период 2010—2020.
Током трајања Светског првенства 2010. године, ФИБА је донела одлуку, на предлог Литваније, организатора наредног првенства Европе, да се шампионат са постојећих 16 повећа на 24 репрезентације и да се уведу додатне квалификације. Ово је било прво проширење још од 1997. године, а на овом првенству свој дебитантски наступ уписала је и репрезентација Црне Горе.
Ово је било најмасовније такмичење икада организовано у некој Балтичкој земљи, а продато је преко 158 000 карата. Шпанија је оправдала улогу фаворита. Кроз две групне фазе такмичења имала је укупно два пораза која нису утицала на прво место у групи, да би поново у нокаут фази, као и две године раније, све ривале побеђивала двоцифреном разликом. Прво су савладали Словенију у четвртфиналу (86:64), затим Македонију са 92:80 и у финалу је поражена Француска са 98:85. У самом финалу блистао је Хосе Калдерон са 27 поена. На крају је плејмејкер Шпаније проглашен и МВП-ем турнира. На овом шампиона сензационалан наступ имала је селекција Македоније, предвођена натурализованим играчем, Бо Мекејлебом и центром, Пером Антићем, али је ова бивша југословенска република на крају завршила на четвртом месту, пошто је у мечу за бронзано одличје поражена од Русије. Македонија је била најпријатније изненађење, а највеће разочарење била је домаћа селекција, пошто је Литванија завршила као петопласирана. Она је у четвртфиналу поражена управо од Македоније са 67:65, али се на крају домогла позиције која је водила у квалификације за Олимпијски кошаркашки турнир.

## Резултати
| Година        | Домаћин (Финале)                                  | Финале       | Финале       | Финале       | Меч за треће место | Меч за треће место | Меч за треће место |
| Година        | Домаћин (Финале)                                  | Злато        | Резултат     | Сребро       | Бронза             | Резултат           | Четврто место      |
| ------------- | ------------------------------------------------- | ------------ | ------------ | ------------ | ------------------ | ------------------ | ------------------ |
| 1935. детаљи  | Швајцарска · (Женева)                             | Летонија     | 24 : 18      | Шпанија      | Чехословачка       | 25 : 23            | Швајцарска         |
| 1937. детаљи  | Летонија · (Рига)                                 | Литванија    | 24 : 23      | Италија      | Француска          | 27 : 24            | Пољска             |
| 1939. детаљи  | Литванија · (Каунас)                              | Литванија    | *            | Летонија     | Пољска             | *                  | Француска          |
| 1946. детаљи  | Швајцарска · (Женева)                             | Чехословачка | 34 : 32      | Италија      | Мађарска           | 38 : 32            | Француска          |
| 1947. детаљи  | Чехословачка · (Праг)                             | СССР         | 56 : 37      | Чехословачка | Египат             | 50 : 48            | Белгија            |
| 1949. детаљи  | Египат · (Каиро)                                  | Египат       | *            | Француска    | Грчка              | *                  | Турска             |
| 1951. детаљи  | Француска · (Париз)                               | СССР         | 45 : 44      | Чехословачка | Француска          | 55 : 52            | Бугарска           |
| 1953. детаљи  | СССР · (Москва)                                   | СССР         | *            | Мађарска     | Француска          | *                  | Чехословачка       |
| 1955. детаљи  | Мађарска · (Будимпешта)                           | Мађарска     | *            | Чехословачка | СССР               | *                  | Бугарска           |
| 1957. детаљи  | Бугарска · (Софија)                               | СССР         | *            | Бугарска     | Чехословачка       | *                  | Мађарска           |
| 1959. детаљи  | Турска · (Истанбул)                               | СССР         | 83 : 72      | Чехословачка | Француска          | 62 : 60            | Мађарска           |
| [1961. детаљи | Југославија · (Београд)                           | СССР         | 60 : 53      | Југославија  | Бугарска           | 55 : 46            | Француска          |
| 1963. детаљи  | Пољска · (Вроцлав)                                | СССР         | 60 : 53      | Пољска       | Југославија        | 89 : 61            | Мађарска           |
| 1965. детаљи  | СССР · (Москва)                                   | СССР         | 58 : 49      | Југославија  | Пољска             | 86 : 70            | Италија            |
| 1967. детаљи  | Финска · (Хелсинки)                               | СССР         | 89 : 77      | Чехословачка | Пољска             | 80 : 76            | Бугарска           |
| 1969. детаљи  | Италија · (Напуљ)                                 | СССР         | 81 : 72      | Југославија  | Чехословачка       | 77 : 75            | Пољска             |
| 1971. детаљи  | Западна Немачка · (Есен)                          | СССР         | 69 : 64      | Југославија  | Италија            | 85 : 67            | Пољска             |
| 1973. детаљи  | Шпанија · (Барселона)                             | Југославија  | 78 : 67      | Шпанија      | СССР               | 90 : 58            | Чехословачка       |
| 1975. детаљи  | Југославија · (Београд)                           | Југославија  | *            | СССР         | Италија            | *                  | Шпанија            |
| 1977. детаљи  | Белгија · (Лијеж)                                 | Југославија  | 74 : 61      | СССР         | Чехословачка       | 91 : 81            | Италија            |
| 1979. детаљи  | Италија · (Торино)                                | СССР         | 98 : 76      | Израел       | Југославија        | 99 : 92            | Чехословачка       |
| 1981. детаљи  | Чехословачка · (Праг)                             | СССР         | 84 : 76      | Југославија  | Чехословачка       | 101 : 90           | Шпанија            |
| 1983. детаљи  | Француска · (Нант)                                | Италија      | 105 : 96     | Шпанија      | СССР               | 105 : 70           | Холандија          |
| 1985. детаљи  | Западна Немачка · (Штутгарт)                      | СССР         | 120 : 89     | Чехословачка | Италија            | 102 : 90           | Шпанија            |
| 1987. детаљи  | Грчка · (Атина)                                   | Грчка        | 103 : 101 ** | СССР         | Југославија        | 98 : 87            | Шпанија            |
| 1989. детаљи  | Југославија · (Загреб)                            | Југославија  | 98 : 77      | Грчка        | СССР               | 104 : 76           | Италија            |
| 1991. детаљи  | Италија · (Рим)                                   | Југославија  | 88 : 73      | Италија      | Шпанија            | 101 : 83           | Француска          |
| 1993. детаљи  | Немачка · (Минхен)                                | Немачка      | 71 : 70      | Русија       | Хрватска           | 99 : 59            | Грчка              |
| 1995. детаљи  | Грчка · (Атина)                                   | Југославија  | 96 : 90      | Литванија    | Хрватска           | 73 : 68            | Грчка              |
| 1997. детаљи  | Шпанија · (Барселона)                             | Југославија  | 61 : 49      | Италија      | Русија             | 97 : 77            | Грчка              |
| 1999. детаљи  | Француска · (Париз)                               | Италија      | 64 : 56      | Шпанија      | Југославија        | 74 : 62            | Француска          |
| 2001. детаљи  | Турска · (Истанбул)                               | Југославија  | 78 : 69      | Турска       | Шпанија            | 99 : 90            | Немачка            |
| 2003. детаљи  | Шведска · (Стокхолм)                              | Литванија    | 93 : 84      | Шпанија      | Италија            | 69 : 67            | Француска          |
| 2005. детаљи  | Србија и Црна Гора · (Београд)                    | Грчка        | 78 : 62      | Немачка      | Француска          | 98 : 68            | Шпанија            |
| 2007. детаљи  | Шпанија · (Мадрид)                                | Русија       | 60 : 59      | Шпанија      | Литванија          | 78 : 69            | Грчка              |
| 2009. детаљи  | Пољска · (Катовице)                               | Шпанија      | 85 : 63      | Србија       | Грчка              | 57 : 56            | Словенија          |
| 2011. детаљи  | Литванија · (Каунас)                              | Шпанија      | 98 : 85      | Француска    | Русија             | 72 : 68            | БЈР Македонија     |
| 2013. детаљи  | Словенија · (Љубљана)                             | Француска    | 80 : 66      | Литванија    | Шпанија            | 92 : 66            | Хрватска           |
| 2015. детаљи  | Француска · Хрватска · Немачка · Летонија · (Лил) | Шпанија      | 80 : 63      | Литванија    | Француска          | 81 : 68            | Србија             |
| 2017. детаљи  | Турска · Израел · Румунија · Финска · (Истанбул)  | Словенија    | 93 : 85      | Србија       | Шпанија            | 93 : 85            | Русија             |
| 2022. детаљи  | Немачка · Чешка · Грузија · Италија · (Берлин)    | Шпанија      | 88 : 76      | Француска    | Немачка            | 82 : 69            | Пољска             |
| 2025. детаљи  | Кипар · Летонија · Пољска · Финска · ()           |              |              |              |                    |                    |                    |

Легенда: * — игран турнирски систем (није било финала), ** — после продужетака

## Биланс медаља
| Репрезентација | Злато | Сребро | Бронза | Укупно |
| -------------- | ----- | ------ | ------ | ------ |
| Русија         | 15    | 4      | 6      | 25     |
| Србија         | 8     | 7      | 4      | 19     |
| Шпанија        | 4     | 6      | 4      | 14     |
| Литванија      | 3     | 3      | 1      | 7      |
| Италија        | 2     | 4      | 4      | 10     |
| Грчка          | 2     | 1      | 2      | 5      |
| Чешка          | 1     | 6      | 5      | 12     |
| Француска      | 1     | 3      | 6      | 10     |
| Мађарска       | 1     | 1      | 1      | 3      |
| Немачка        | 1     | 1      | 1      | 3      |
| Летонија       | 1     | 1      | 0      | 2      |
| Египат         | 1     | 0      | 1      | 2      |
| Словенија      | 1     | 0      | 0      | 1      |
| Пољска         | 0     | 1      | 3      | 4      |
| Бугарска       | 0     | 1      | 1      | 2      |
| Израел         | 0     | 1      | 0      | 1      |
| Турска         | 0     | 1      | 0      | 1      |
| Хрватска       | 0     | 0      | 2      | 2      |
| Укупно (20)    | 41    | 41     | 41     | 123    |

## Пласман репрезентација по првенствима
| Екипа                | 1935 | 1937 | 1939 | 1946 | 1947 | 1949 | 1951 | 1953 | 1955 | 1957 | 1959 | 1961 | 1963 | 1965 | 1967 | 1969 | 1971 | 1973 | 1975 | 1977 |
| Албанија             | -    | -    | -    | -    | 14   | -    | -    | -    | -    | 16   | -    | -    | -    | -    | -    | -    | -    | -    | -    | -    |
| Аустрија             | -    | -    | -    | -    | 12   | -    | 11   | -    | 13   | 14   | 16   | -    | -    | -    | -    | -    | -    | -    | -    | 12   |
| Белгија              | 6    | -    | -    | 7    | 4    | -    | 7    | 10   | -    | 12   | 7    | 8    | 8    | -    | 15   | -    | -    | -    | -    | 8    |
| Босна и Херцеговина  | -    | -    | -    | -    | -    | -    | -    | -    | -    | -    | -    | -    | -    | -    | -    | -    | -    | -    | -    | -    |
| Бугарска             | 8    | -    | -    | -    | 8    | -    | 4    | 9    | 4    | 2    | 5    | 3    | 5    | 5    | 4    | 7    | 6    | 6    | 5    | 6    |
| Грузија              | -    | -    | -    | -    | -    | -    | -    | -    | -    | -    | -    | -    | -    | -    | -    | -    | -    | -    | -    | -    |
| Грчка                | -    | -    | -    | -    | -    | 3    | 8    | -    | -    | -    | -    | 17   | -    | 8    | 12   | 10   | -    | 11   | 12   | -    |
| Данска               | -    | -    | -    | -    | -    | -    | 14   | 16   | 18   | -    | -    | -    | -    | -    | -    | -    | -    | -    | -    | -    |
| Египат               | -    | 8    | -    | -    | 3    | 1    | -    | 8    | -    | -    | -    | -    | -    | -    | -    | -    | -    | -    | -    | -    |
| Енглеска             | -    | -    | -    | 10   | -    | -    | -    | -    | 12   | -    | -    | 19   | -    | -    | -    | -    | -    | -    | -    | -    |
| Естонија             | -    | 5    | 5    | -    | -    | -    | -    | -    | -    | -    | -    | -    | -    | -    | -    | -    | -    | -    | -    | -    |
| Израел               | -    | -    | -    | -    | -    | -    | -    | 5    | -    | -    | 11   | 11   | 9    | 6    | 8    | 11   | 11   | 7    | 7    | 5    |
| Иран                 | -    | -    | -    | -    | -    | -    | -    | -    | -    | -    | 17   | -    | -    | -    | -    | -    | -    | -    | -    | -    |
| Исланд               | -    | -    | -    | -    | -    | -    | -    | -    | -    | -    | -    | -    | -    | -    | -    | -    | -    | -    | -    | -    |
| Источна Немачка      | -    | -    | -    | -    | -    | -    | -    | -    | -    | -    | 14   | 12   | 6    | 10   | 14   | -    | -    | -    | -    | -    |
| Италија              | 7    | 2    | 6    | 2    | 9    | -    | 5    | 7    | 6    | 10   | 10   | -    | 12   | 4    | 7    | 6    | 3    | 5    | 3    | 4    |
| Летонија             | 1    | 6    | 2    | -    | -    | -    | -    | -    | -    | -    | -    | -    | -    | -    | -    | -    | -    | -    | -    | -    |
| Либан                | -    | -    | -    | -    | -    | 7    | -    | 15   | -    | -    | -    | -    | -    | -    | -    | -    | -    | -    | -    | -    |
| Литванија            | -    | 1    | 1    | -    | -    | -    | -    | -    | -    | -    | -    | -    | -    | -    | -    | -    | -    | -    | -    | -    |
| Луксембург           | -    | -    | -    | 8    | -    | -    | 17   | -    | 15   | -    | -    | -    | -    | -    | -    | -    | -    | -    | -    | -    |
| Мађарска             | 9    | -    | 7    | 3    | 7    | -    | -    | 2    | 1    | 4    | 4    | 6    | 4    | 15   | 13   | 8    | -    | -    | -    | -    |
| \|-                  | -    | -    | -    | -    | -    | -    | 12   | 14   | 17   | 13   | -    | 16   | 14   | -    | -    | 9    | -    | -    | -    |      |
| Пољска               | -    | 4    | 3    | 9    | 6    | -    | -    | -    | 5    | 7    | 6    | 9    | 2    | 3    | 3    | 4    | 4    | 12   | 8    | -    |
| Португалија          | -    | -    | -    | -    | -    | -    | 15   | -    | -    | -    | -    | -    | -    | -    | -    | -    | -    | -    | -    | -    |
| Република Македонија | -    | -    | -    | -    | -    | -    | -    | -    | -    | -    | -    | -    | -    | -    | -    | -    | -    | -    | -    | -    |
| Румунија             | 10   | -    | -    | -    | 10   | -    | 18   | 13   | 7    | 5    | 8    | 7    | 11   | 13   | 5    | 9    | 8    | 9    | 11   | -    |
| Русија               | -    | -    | -    | -    | -    | -    | 15   | -    | -    | -    | -    | -    | -    | -    | -    | -    | -    | -    | -    | -    |
| Сирија               | -    | -    | -    | -    | -    | 6    | -    | -    | -    | -    | -    | -    | -    | -    | -    | -    | -    | -    | -    | -    |
| Словенија            | -    | -    | -    | -    | -    | -    | -    | -    | -    | -    | -    | -    | -    | -    | -    | -    | -    | -    | -    | -    |
| Србија               | -    | -    | -    | -    | -    | -    | -    | -    | -    | -    | -    | -    | -    | -    | -    | -    | -    | -    | -    | -    |
| СССР                 | -    | -    | -    | -    | 1    | -    | 1    | 1    | 3    | 1    | 1    | 1    | 1    | 1    | 1    | 1    | 1    | 3    | 2    | 2    |
| СФРЈ                 | -    | -    | -    | -    | 13   | -    | -    | 6    | 8    | 6    | 9    | 2    | 3    | 2    | 9    | 2    | 2    | 1    | 1    | 1    |
| Турска               | -    | -    | -    | -    | -    | 4    | 6    | -    | 11   | 9    | 12   | 10   | 15   | -    | -    | -    | 12   | 8    | 9    | -    |
| Уједињено Краљевство | -    | -    | -    | -    | -    | -    | -    | -    | -    | -    | -    | -    | -    | -    | -    | -    | -    | -    | -    | -    |
| Украјина             | -    | -    | -    | -    | -    | -    | -    | -    | -    | -    | -    | -    | -    | -    | -    | -    | -    | -    | -    | -    |
| Финска               | -    | -    | 8    | -    | -    | -    | 9    | 12   | 10   | 11   | 13   | 14   | 14   | 12   | 6    | -    | -    | -    | -    | 10   |
| Француска            | 5    | 3    | 4    | 4    | 5    | 2    | 3    | 3    | 9    | 8    | 3    | 4    | 13   | 9    | 11   | -    | 10   | 10   | -    | 11   |
| Холандија            | -    | -    | -    | 6    | 11   | 5    | 10   | -    | -    | -    | -    | 15   | 16   | -    | 16   | -    | -    | -    | 10   | 7    |
| Хрватска             | -    | -    | -    | -    | -    | -    | -    | -    | -    | -    | -    | -    | -    | -    | -    | -    | -    | -    | -    | -    |
| Црна Гора            | -    | -    | -    | -    | -    | -    | -    | -    | -    | -    | -    | -    | -    | -    | -    | -    | -    | -    | -    | -    |
| Чехословачка         | 3    | 7    | -    | 1    | 2    | -    | 2    | 4    | 2    | 3    | 2    | 5    | 10   | 7    | 2    | 3    | 5    | 4    | 6    | 3    |
| Чешка                | -    | -    | -    | -    | -    | -    | -    | -    | -    | -    | -    | -    | -    | -    | -    | -    | -    | -    | -    | -    |
| Швајцарска           | 4    | -    | -    | 5    | -    | -    | 13   | 11   | 14   | -    | -    | -    | -    | -    | -    | -    | -    | -    | -    | -    |
| Шведска              | -    | -    | -    | -    | -    | -    | -    | 17   | 16   | -    | -    | 18   | -    | 16   | -    | 12   | -    | -    | -    | -    |
| Шкотска              | -    | -    | -    | -    | -    | -    | 16   | -    | -    | 15   | -    | -    | -    | -    | -    | -    | -    | -    | -    | -    |
| Шпанија              | 2    | -    | -    | -    | -    | -    | -    | -    | -    | -    | 15   | 13   | 7    | 11   | 10   | 5    | 7    | 2    | 4    | 9    |

| Екипа                | 1979 | 1981 | 1983 | 1985 | 1987 | 1989 | 1991 | 1993 | 1995 | 1997 | 1999 | 2001 | 2003 | 2005 | 2007 | 2009 | 2011 | 2013 | 2015 | 2017 | 2022 | Укупно |
| Албанија             | -    | -    | -    | -    | -    | -    | -    | -    | -    | -    | -    | -    | -    | -    | -    | -    | -    | -    | -    | -    | -    | 2      |
| Аустрија             | -    | -    | -    | -    | -    | -    | -    | -    | -    | -    | -    | -    | -    | -    | -    | -    | -    | -    | -    | -    | -    | 6      |
| Белгија              | 12   | -    | -    | -    | -    | -    | -    | 12   | -    | -    | -    | -    | -    | -    | -    | -    | 21   | 9    | 13   | 19   | 14   | 18     |
| Босна и Херцеговина  | -    | -    | -    | -    | -    | -    | -    | 8    | -    | 15   | 15   | 13   | 15   | 13   | -    | -    | 17   | 13   | 23   | -    | 18   | 10     |
| Бугарска             | 11   | -    | -    | 8    | -    | 7    | 8    | 14   | -    | -    | -    | -    | -    | 13   | -    | 14   | 13   | -    | -    | -    | 20   | 25     |
| Грузија              | -    | -    | -    | -    | -    | -    | -    | -    | -    | -    | -    | -    | -    | -    | -    | -    | 11   | 17   | 15   | 17   | 21   | 5      |
| Грчка                | 9    | 9    | 11   | -    | 1    | 2    | 5    | 4    | 4    | 4    | 16   | 9    | 5    | 1    | 4    | 3    | 6    | 11   | 5    | 8    | 5    | 28     |
| Данска               | -    | -    | -    | -    | -    | -    | -    | -    | -    | -    | -    | -    | -    | -    | -    | -    | -    | -    | -    | -    | -    | 3      |
| Египат               | -    | -    | -    | -    | -    | -    | -    | -    | -    | -    | -    | -    | -    | -    | -    | -    | -    | -    | -    | -    | -    | 4      |
| Енглеска             | -    | 12   | -    | -    | -    | -    | -    | -    | -    | -    | -    | -    | -    | -    | -    | -    | -    | -    | -    | -    | -    | 4      |
| Естонија             | -    | -    | -    | -    | -    | -    | -    | 6    | -    | -    | -    | 14   | -    | -    | -    | -    | -    | -    | 20   | -    | 19   | 6      |
| Израел               | 2    | 6    | 6    | 9    | 11   | -    | -    | 15   | 9    | 9    | 9    | 10   | 7    | 9    | 11   | 13   | 13   | 21   | 10   | 21   | 17   | 30     |
| Иран                 | -    | -    | -    | -    | -    | -    | -    | -    | -    | -    | -    | -    | -    | -    | -    | -    | -    | -    | -    | -    | -    | 1      |
| Исланд               | -    | -    | -    | -    | -    | -    | -    | -    | -    | -    | -    | -    | -    | -    | -    | -    | -    | -    | 24   | 24   | -    | 2      |
| Источна Немачка      | -    | -    | -    | -    | -    | -    | -    | -    | -    | -    | -    | -    | -    | -    | -    | -    | -    | -    | -    | -    | -    | 5      |
| Италија              | 5    | 5    | 1    | 3    | 5    | 4    | 2    | 9    | 5    | 2    | 1    | 11   | 3    | 9    | 9    | -    | 17   | 8    | 6    | 6    | 7    | 38     |
| Летонија             | -    | -    | -    | -    | -    | -    | -    | 10   | -    | 16   | -    | 8    | 13   | 13   | 13   | 13   | 21   | 10   | 8    | 5    | -    | 14     |
| Либан                | -    | -    | -    | -    | -    | -    | -    | -    | -    | -    | -    | -    | -    | -    | -    | -    | -    | -    | -    | -    | -    | 2      |
| Литванија            | -    | -    | -    | -    | -    | -    | -    | -    | 2    | 6    | 5    | 12   | 1    | 5    | 3    | 11   | 5    | 2    | 2    | 9    | 15   | 15     |
| Луксембург           | -    | -    | -    | -    | -    | -    | -    | -    | -    | -    | -    | -    | -    | -    | -    | -    | -    | -    | -    | -    | -    | 3      |
| Мађарска             | -    | -    | -    | -    | -    | -    | -    | -    | -    | -    | 14   | -    | -    | -    | -    | -    | -    | -    | -    | 15   | 23   | 16     |
| Немачка              | -    | 10   | 8    | 5    | 6    | -    | -    | 1    | 10   | 12   | 7    | 4    | 9    | 2    | 5    | 11   | 9    | 17   | 18   | 7    | 3    | 25     |
| Пољска               | 7    | 7    | 9    | 11   | 7    | -    | 7    | -    | -    | 7    | -    | -    | -    | -    | 13   | 9    | 17   | 21   | 11   | 18   | 4    | 29     |
| Португалија          | -    | -    | -    | -    | -    | -    | -    | -    | -    | -    | -    | -    | -    | -    | 9    | -    | 21   | -    | -    | -    | -    | 3      |
| Република Македонија | -    | -    | -    | -    | -    | -    | -    | -    | -    | -    | 13   | -    | -    | -    | -    | 9    | 4    | 21   | 19   | -    | -    | 5      |
| Румунија             | -    | -    | -    | 10   | 12   | -    | -    | -    | -    | -    | -    | -    | -    | -    | -    | -    | -    | -    | -    | -    | -    | 17     |
| Русија               | -    | -    | -    | -    | -    | -    | -    | 2    | 7    | 3    | 6    | 5    | 8    | 8    | 1    | 7    | 3    | 21   | 17   | 4    | -    | 13     |
| Сирија               | -    | -    | -    | -    | -    | -    | -    | -    | -    | -    | -    | -    | -    | -    | -    | -    | -    | -    | -    | -    | -    | 1      |
| Словенија            | -    | -    | -    | -    | -    | -    | -    | 16   | 12   | 14   | 10   | 15   | 10   | 6    | 7    | 4    | 7    | 5    | 12   | 1    | 6    | 14     |
| Србија               | -    | -    | -    | -    | -    | -    | -    | -    | 1    | 1    | 3    | 1    | 6    | 9    | 13   | 2    | 8    | 7    | 4    | 2    | 9    | 13     |
| СССР                 | 1    | 1    | 3    | 1    | 2    | 3    | -    | -    | -    | -    | -    | -    | -    | -    | -    | -    | -    | -    | -    | -    | -    | 21     |
| СФРЈ                 | 3    | 2    | 7    | 7    | 3    | 1    | 1    | -    | -    | -    | -    | -    | -    | -    | -    | -    | -    | -    | -    | -    | -    | 21     |
| Турска               | -    | 11   | -    | -    | -    | -    | -    | 11   | 13   | 8    | 8    | 2    | 12   | 9    | 11   | 8    | 11   | 17   | 14   | 14   | 10   | 25     |
| Уједињено Краљевство | -    | -    | -    | -    | -    | -    | -    | -    | -    | -    | -    | -    | -    | -    | -    | 13   | 13   | 13   | -    | 22   | 24   | 5      |
| Украјина             | -    | -    | -    | -    | -    | -    | -    | -    | -    | 13   | -    | 16   | 14   | 13   | -    | -    | 17   | 6    | 22   | 16   | 12   | 9      |
| Финска               | -    | -    | -    | -    | -    | -    | -    | -    | 14   | -    | -    | -    | -    | -    | -    | -    | 9    | 9    | 16   | 11   | 8    | 17     |
| Француска            | 8    | 8    | 5    | 6    | 9    | 6    | 4    | 7    | 8    | 10   | 4    | 6    | 4    | 3    | 8    | 5    | 2    | 1    | 3    | 12   | 2    | 38     |
| Холандија            | 10   | -    | 4    | 12   | 10   | 8    | -    | -    | -    | -    | -    | -    | -    | -    | -    | -    | -    | -    | 21   | -    | 22   | 16     |
| Хрватска             | -    | -    | -    | -    | -    | -    | -    | 3    | 3    | 11   | 11   | 7    | 11   | 7    | 6    | 6    | 13   | 4    | 9    | 10   | 11   | 14     |
| Црна Гора            | -    | -    | -    | -    | -    | -    | -    | -    | -    | -    | -    | -    | -    | -    | -    | -    | 21   | 17   | -    | 13   | 13   | 4      |
| Чехословачка         | 4    | 3    | 10   | 2    | 8    | -    | 6    | -    | -    | -    | -    | -    | -    | -    | -    | -    | -    | -    | -    | -    | -    | 24     |
| Чешка                | -    | -    | -    | -    | -    | -    | -    | -    | -    | -    | 12   | -    | -    | -    | 12   | -    | -    | 13   | 7    | 20   | 16   | 5      |
| Швајцарска           | -    | -    | -    | -    | -    | -    | -    | -    | -    | -    | -    | -    | -    | -    | -    | -    | -    | -    | -    | -    | -    | 5      |
| Шведска              | -    | -    | 12   | -    | -    | -    | -    | 13   | 11   | -    | -    | -    | 16   | -    | -    | -    | -    | 13   | -    | -    | -    | 11     |
| Шкотска              | -    | -    | -    | -    | -    | -    | -    | -    | -    | -    | -    | -    | -    | -    | -    | -    | -    | -    | -    | -    | -    | 2      |
| Шпанија              | 6    | 4    | 2    | 4    | 4    | 5    | 3    | 5    | 6    | 5    | 2    | 3    | 2    | 4    | 2    | 1    | 1    | 3    | 1    | 3    | 1    | 32     |

| Год.r | Најкориснији играч    |
| ----- | --------------------- |
| 1935. | Рафаел Мартин         |
| 1937. | Пранас Лубинас        |
| 1939. | Миколас Рузгис        |
| 1946. | Ференц Немет          |
| 1947. | Јоан Лосов            |
| 1949. | Хусеин Озтурк         |
| 1951. | Иван Мразрк           |
| 1953. | Анатолиј Конев        |
| 1955. | Јанош Гремингер       |
| 1957. | Јиржи Баумрук         |
| 1959. | Виктор Зупков         |
| 1961. | Радивој Кораћ         |
| 1963. | Емилијано Родригез    |
| 1965. | Модестас Паулаускас   |
| 1967. | Јиржи Зедничек        |
| 1969. | Сергеј Белов          |
| 1971. | Крешимир Ћосић        |
| 1973. | Вејн Брабендер        |
| 1975. | Крешимир Ћосић (2)    |
| 1977. | Дражен Далипагић      |
| 1979. | Мики Беркович         |
| 1981. | Валдис Валтерс        |
| 1983. | Хуан Антонио Корбалан |
| 1985. | Арвидас Сабонис       |
| 1987. | Никос Галис           |
| 1989. | Дражен Петровић       |
| 1991. | Тони Кукоч            |
| 1993. | Крис Велп             |
| 1995. | Шарунас Марчуљонис    |
| 1997. | Александар Ђорђевић   |
| 1999. | Грегор Фучка          |
| 2001. | Предраг Стојаковић    |
| 2003. | Шарунас Јасикевичијус |
| 2005. | Дирк Новицки          |
| 2007. | Андреј Кириленко      |
| 2009. | Пау Гасол             |
| 2011. | Хуан Карлос Наваро    |
| 2013. | Тони Паркер           |
| 2015. | Пау Гасол (2)         |
| 2017. | Горан Драгић          |
| 2022. | Гиљермо Ернангомез    |

| Год.  | Стрелац                 | Просек |
| ----- | ----------------------- | ------ |
| 1935. | Ливио Франческини       | 16     |
| 1937. | Пранас Лубинас          | 13,8   |
| 1939. | Хеино Вескила           | 16,5   |
| 1946. | Павел Сток              | 12,6   |
| 1947. | Отар Коркија            | 14,7   |
| 1949. | Хусеин Озтурк           | 19,3   |
| 1951. | Иван Мразек             | 17,1   |
| 1953. | Ахмед Идлиби            | 15,8   |
| 1955. | Мирослав Скерик         | 19,1   |
| 1957. | Еди Терас               | 22     |
| 1959. | Радивој Кораћ           | 27,5   |
| 1961. | Радивој Кораћ (2)       | 24,3   |
| 1963. | Радивој Кораћ (3)       | 26,5   |
| 1965. | Радивој Кораћ (4)       | 21,6   |
| 1967. | Јоргос Колокитас        | 26,2   |
| 1969. | Јоргос Колокитас (2)    | 22,6   |
| 1971. | Едвард Јуркјевич        | 22.5   |
| 1973. | Атанас Голомејев        | 21.7   |
| 1975. | Атанас Голомејев (2)    | 23,1   |
| 1977. | Кес Акербом Старији     | 26,4   |
| 1979. | Мјечислав Млинарски     | 26,4   |
| 1981. | Мјечислав Млинарски (2) | 23.1   |
| 1983. | Никос Галис             | 33     |
| 1985. | Дорон Јамчи             | 25,8   |
| 1987. | Никос Галис (2)         | 37     |
| 1989. | Никос Галис (3)         | 35,6   |
| 1991. | Никос Галис (4)         | 32,4   |
| 1993. | Сабахудин Билаловић     | 25     |
| 1995. | Шарунас Марчуљонис      | 22,5   |
| 1997. | Одед Каташ              | 22     |
| 1999. | Алберто Ерерос          | 19,2   |
| 2001. | Дирк Новицки            | 28,7   |
| 2003. | Пау Гасол               | 25,8   |
| 2005. | Дирк Новицки (2)        | 26,1   |
| 2007. | Дирк Новицки (3)        | 24     |
| 2009. | Пау Гасол (2)           | 18,8   |
| 2011. | Тони Паркер             | 21,7   |
| 2013. | Тони Паркер (2)         | 19,0   |
| 2015. | Пау Гасол (3)           | 25,6   |
| 2017. | Алексеј Швед            | 24,3   |
| 2022. | Јанис Адетокумбо        | 29,3   |